# Charles Gabriel Pravaz
Charles Gabriel Pravaz (ur. 24 marca 1791 w Pont-de-Beauvoisin, zm. 24 czerwca 1857 w Lyonie) – francuski lekarz, ortopeda. Wynalazca prototypu współczesnej strzykawki z igłą do zastrzyków podskórnych.

## Życiorys
Urodzony 24 marca 1791 r. w Pont-de-Beauvoisin, jego ojciec był lekarzem. Pravaz służył we francuskiej armii w czasie wojen napoleońskich i brał z nią udział m.in. w bitwie pod Waterloo. Po ich zakończeniu podjął studia medyczne w Paryżu i w 1824 r. ukończył je, uzyskując dyplom. W paryskim Instytucie Ortopedycznym współpracował z Julesem Guérinem, jednak po roku wyjechał do Lyonu, gdzie w 1835 r. założył i następnie kierował Instytutem Ortopedycznym. Opracował metody leczenia ortopedycznego, w szczególności gimnastyczne. W 1847 r. opublikował nagrodzoną przez Akademię Nauk złotym medalem pracę poświęconą własnym metodom leczenia wrodzonej dysplazji stawu biodrowego. Pravaz jako pierwszy ogłosił udaną korekcję stawu.
W 1853 r. do leczenia tętniaków zastosował własnej konstrukcji prototyp strzykawki, którym wstrzykiwał zwierzętom chlorek żelaza. Metoda nie okazała się skuteczna, ale przekonał się o skuteczności opracowanej przez siebie strzykawki. W tym samym roku podobne urządzenie, ale z igłą okrągłą (a nie trójkątną) w przekroju, skonstruował niezależnie od niego brytyjski lekarz Alexander Wood. Również w 1853 r. Pravaz opracował nowoczesną metodę kauteryzacji.
Zmarł 24 czerwca 1857 r. w Lyonie. Dwa lata później jego strzykawkę spopularyzował Jules Béhier.